# Beşiktaş J.K.
Beşiktaş Jimnastik Kulübü (tiếng Anh: Beşiktaş Gymnastics Club), còn được biết đến với tên đơn giản Beşiktaş (phát âm tiếng Thổ Nhĩ Kỳ: [beˈʃiktaʃ]), là một câu lạc bộ thể thao Thổ Nhĩ Kỳ được thành lập năm 1903 và có trụ sở tại huyện Beşiktaş, Istanbul, Thổ Nhĩ Kỳ. Đội bóng đá Beşiktaş là một trong những đội thành công nhất ở Thổ Nhĩ Kỳ, chưa bao giờ bị xuống hạng. Chức vô địch Süper Lig gần đây nhất của đội bóng là ở mùa giải 2020–21. Sân nhà của Beşiktaş là Vodafone Park, một sân vận động có sức chứa 41,903 chỗ ngoài nằm cạnh Cung điện Dolmabahçe.

## Sân nhà
Beşiktaş thi đấu các trận trên sân nhà tại Vodafone Park. Hoàn thành vào năm 2016, nó được xây dựng trên nền của sân vận động BJK İnönü cũ.

## Cầu thủ

### Đội hình hiện tại
Tính đến 24 tháng 7 năm 2023
Ghi chú: Quốc kỳ chỉ đội tuyển quốc gia được xác định rõ trong điều lệ tư cách FIFA. Các cầu thủ có thể giữ hơn một quốc tịch ngoài FIFA.
| Số | VT | Quốc gia             | Cầu thủ                  |
| -- | -- | -------------------- | ------------------------ |
| 1  | TM | Thổ Nhĩ Kỳ           | Ersin Destanoğlu         |
| 2  | HV | Thổ Nhĩ Kỳ           | Tayyip Talha Sanuç       |
| 3  | HV | Tây Ban Nha          | Javi Montero             |
| 4  | HV | Thổ Nhĩ Kỳ           | Onur Bulut               |
| 6  | HV | Gambia               | Omar Colley              |
| 8  | TV | Thổ Nhĩ Kỳ           | Salih Uçan               |
| 9  | TĐ | Thổ Nhĩ Kỳ           | Cenk Tosun               |
| 10 | TĐ | Cameroon             | Vincent Aboubakar        |
| 12 | HV | Ghana                | Daniel Amartey           |
| 14 | HV | Thổ Nhĩ Kỳ           | Emrecan Uzunhan          |
| 17 | TV | Thổ Nhĩ Kỳ           | Kerem Atakan Kesgin      |
| 18 | TV | Algérie              | Rachid Ghezzal           |
| 19 | TV | Bosna và Hercegovina | Amir Hadžiahmetović      |
| 20 | TV | Thổ Nhĩ Kỳ           | Necip Uysal (đội trưởng) |
| 21 | TV | Thổ Nhĩ Kỳ           | Demir Ege Tıknaz         |

| Số | VT | Quốc gia               | Cầu thủ          |
| -- | -- | ---------------------- | ---------------- |
| 22 | TV | Thổ Nhĩ Kỳ             | Berkay Vardar    |
| 23 | TV | Bosna và Hercegovina   | Ajdin Hasić      |
| 24 | HV | Pháp                   | Valentin Rosier  |
| 25 | HV | Cộng hòa Dân chủ Congo | Arthur Masuaku   |
| 34 | TM | Thổ Nhĩ Kỳ             | Mert Günok       |
| 40 | TĐ | Cộng hòa Dân chủ Congo | Jackson Muleka   |
| 41 | TV | Thổ Nhĩ Kỳ             | Kartal Yılmaz    |
| 71 | TV | Cameroon               | Jean Onana       |
| 74 | TM | Thổ Nhĩ Kỳ             | Göktuğ Baytekin  |
| 77 | HV | Thổ Nhĩ Kỳ             | Umut Meraş       |
| 83 | TV | Bồ Đào Nha             | Gedson Fernandes |
| 90 | TĐ | Thổ Nhĩ Kỳ             | Semih Kılıçsoy   |
| 97 | TM | Thổ Nhĩ Kỳ             | Utku Yuvakuran   |
| 99 | TĐ | Thổ Nhĩ Kỳ             | Emrecan Bulut    |

### Cho mượn
Ghi chú: Quốc kỳ chỉ đội tuyển quốc gia được xác định rõ trong điều lệ tư cách FIFA. Các cầu thủ có thể giữ hơn một quốc tịch ngoài FIFA.
| Số | VT | Quốc gia    | Cầu thủ                                                       |
| -- | -- | ----------- | ------------------------------------------------------------- |
| —  | TM | Thổ Nhĩ Kỳ  | Emre Bilgin (tại Fatih Karagümrük đến 30 tháng 6 năm 2024)    |
| —  | HV | Thổ Nhĩ Kỳ  | Bilal Ceylan (tại Karşıyaka đến 30 tháng 6 năm 2024)          |
| —  | TV | Thổ Nhĩ Kỳ  | Abdullah Aydın (tại Şanlıurfaspor đến 30 tháng 6 năm 2024)    |
| —  | HV | Thổ Nhĩ Kỳ  | Ahmet Gülay (tại Aliağa FK đến 30 tháng 6 năm 2024)           |
| —  | TV | Thổ Nhĩ Kỳ  | Necati Bilgiç (tại Adana 1954 FK đến 30 tháng 6 năm 2024)     |
| —  | HV | Thổ Nhĩ Kỳ  | Burak Selver Yıldız (tại 52 Orduspor đến 30 tháng 6 năm 2024) |
| —  | HV | Bờ Biển Ngà | Badra Cissé (tại CSU Alba Iulia đến 30 tháng 6 năm 2024)      |

### Các cầu thủ khác theo hợp đồng
Ghi chú: Quốc kỳ chỉ đội tuyển quốc gia được xác định rõ trong điều lệ tư cách FIFA. Các cầu thủ có thể giữ hơn một quốc tịch ngoài FIFA.
| Số | VT | Quốc gia   | Cầu thủ         |
| -- | -- | ---------- | --------------- |
| —  | TV | Thổ Nhĩ Kỳ | Atakan Üner     |
| —  | TV | Thổ Nhĩ Kỳ | Oğuzhan Akgün   |
| —  | HV | Thổ Nhĩ Kỳ | Kerem Kalafat   |
| —  | HV | Thổ Nhĩ Kỳ | Erdoğan Kaya    |
| —  | TV | Thổ Nhĩ Kỳ | Emirhan Delibaş |

## Nhà tài trợ
| Năm       | Nhà tài trợ chính | Nhà tài trợ áo đấu |
| --------- | ----------------- | ------------------ |
| 1988      | Toshiba           | Adidas             |
| 1988–1998 | Beko              | Adidas             |
| 1998–2001 | Beko              | Reebok             |
| 2001–2004 | Beko              | Puma               |
| 2004–2005 | Turkcell          | Puma               |
| 2005–2009 | Cola Turka        | Umbro              |
| 2009–2011 | Cola Turka        | Adidas             |
| 2011–2014 | Toyota            | Adidas             |
| 2014–2020 | Vodafone          | Adidas             |
| 2020-     | Beko              | Adidas             |